# Torrazzo
Torrazzo ist eine Gemeinde mit 199 Einwohnern (Stand 31. Dezember 2023) in der italienischen Provinz Biella (BI), Region Piemont.
Die Nachbargemeinden sind Bollengo, Burolo, Chiaverano, Magnano, Sala Biellese und Zubiena.

## Geographie
Der Ort liegt auf einer Höhe von 622 m über dem Meeresspiegel.
Das Gemeindegebiet umfasst eine Fläche von fünf km².